# Журне, Шарль
Шарль Журне (фр. Charles Journet; 26 января 1891, Женева, Швейцария — 15 апреля 1975, Фрибур, Швейцария) — швейцарский кардинал, крупный католический богослов. Титулярный архиепископ Фурноса Малого с 15 по 20 февраля 1965. Кардинал-дьякон с 22 февраля 1965, с титулярной диаконией Санта-Мария-ин-Портика-Кампителли с 25 февраля 1965 по 5 марта 1973. Кардинал-протодьякон с 10 августа 1971 по 5 марта 1973. Кардинал-священник с титулом церкви pro hac vice Санта-Мария-ин-Портика-Кампителли с 5 марта 1973.

## Источник
- Информация  (англ.)